# Accordo di Edimburgo del 2012
L'accordo di Edimburgo (ufficialmente: Agreement between the United Kingdom Government and the Scottish Government on a referendum on independence for Scotland) è l'accordo politico tra il governo scozzese e il governo del Regno Unito, firmato il 15 ottobre 2012 alla St Andrew's House di Edimburgo, che definisce le condizioni per il referendum sull'indipendenza scozzese del 2014.
Entrambi i governi hanno convenuto che il referendum dovrebbe:
- avere una chiara base giuridica;
- essere legiferato dal Parlamento scozzese;
- essere condotto con reciproca fiducia tra le parti interessate;
- permettere l'ottenimento di un risultato decisivo e chiaro rispetto alla volontà della popolazione scozzese sul tema della secessione dal Regno Unito;

I governi hanno concordato di promuovere un decreto ai sensi della Sezione 30 del Scotland Act 1998 per trasferire per un tempo limitato, (fino al 31 dicembre 2014) al Parlamento scozzese il potere di legiferare per il referendum.
L'accordo è stato firmato da David Cameron, primo ministro; Michael Moore, Segretario di Stato per la Scozia; Alex Salmond, primo ministro; e Nicola Sturgeon, vice primo ministro.
In conseguenza al trattato, è stato approvato il 12 febbraio 2013 un ulteriore decreto dal Parlamento del Regno Unito, che garantiva la legittimità costituzionale del referendum tenutosi il 18 settembre 2014.